# FPDF
FPDF est une classe PHP libre qui permet de créer des fichiers PDF directement depuis PHP sans dépendre d'une bibliothèque extérieure.
Le projet, commencé en 2001 par Olivier Plathey, en est aujourd'hui à la version 1.86 en date du 25 juin 2023.